# Apostol Popov
Apostol Aleksandrov Popov (in bulgaro Апостол Александров Попов?; Plovdiv, 22 dicembre 1982) è un ex calciatore bulgaro, di ruolo difensore, assistente allenatore del CSKA 1948 Sofia III.

## Carriera

### Club
Nato a Plovdiv, Popov debutta con la squadra locale, lo Spartak Plovdiv. Il 22 luglio 2009 firma un contratto con il CSKA Sofia, club in cui rimane fino al 2015, dove passa al CSU Craiova. Nel 2018 torna in Bulgaria al FC CSKA 1948 Sofia. Nel 2021 si ritira dal calcio giocato.

## Palmarès

### Club

#### Competizioni nazionali
- Coppa di Bulgaria: 1

CSKA Sofia: 2010-2011
- Supercoppa di Bulgaria: 1

CSKA Sofia: 2011
- Coppa di Romania: 1

C.S.U. Craiova: 2017-2018